# Плечев, Владимир Вячеславович
Владимир Вячеславович Пле́чев (род. 18 сентября 1949, Уфа) — советский и российский учёный и клиницист, хирург, педагог, организатор здравоохранения. Доктор медицинских наук, профессор, действительный член (академик) Академии наук Республики Башкортостан. Заведующий кафедрой госпитальной хирургии Башкирского государственного медицинского университета. Руководитель Российского Федерального центра пластической абдоминальной хирургии. Руководитель Республиканского (Башкирского) центра сердечно-сосудистой хирургии. Главный кардио-ангиохирург РБ. Заслуженный деятель науки Российской Федерации. Заслуженный врач РФ. Заслуженный врач Республики Башкортостан. Лауреат Государственной премии РБ в области науки и техники.

## Биография

### Семья
Владимир Вячеславович Плечев родился 18 сентября 1949 года в г. Уфе Башкирской АССР, в семье врачей.
Его отец, Вячеслав Георгиевич Плечев (1923—1998), родился в Златоусте. Окончил Первое Чкаловское военное авиационное училище лётчиков им. К. Е. Ворошилова. В начале войны был направлен в десантную роту контрразведки Южного фронта. Неоднократно бывал за линией фронта, имел 3 пулевых и 21 осколочное ранение. Награждён орденами Отечественной войны I и II степеней, двумя орденами Красной Звезды. До 1951 года был на инвалидности, но сумел восстановить здоровье — прежде всего, за счёт занятий спортом. После войны стал мастером спорта по лёгкой атлетике, чемпионом Центрального Совета российского ДСО «Буревестник» по тройному прыжку. Окончил Башкирский медицинский институт в 1950 году. Затем, после снятия инвалидности, был вновь призван в армию — уже как офицер-хирург. Служил в Сталинграде, вернулся в Уфу в 1957 году. Подполковник медицинской службы. Возглавил многопрофильную 2-ю городскую больницу. Будучи главным врачом, впервые в БАССР открыл отделение детской хирургии, став — вместе с заведующей отделением, будущим профессором М. Г. Мавлютовой — организатором детской хирургии в республике. Отец привил Владимиру Вячеславовичу трудолюбие и любовь к спорту, сформировал его жизненные устои.
Мама В. В. Плечева, Дина Наумовна Лазарева (1922—2019), — крупный учёный-фармаколог, доктор медицинских наук, профессор, почётный академик АН РБ. Перед войной поступила в Харьковский, а окончила Башкирский медицинский институт. 56 лет проработала на кафедре фармакологии БГМИ, из них 36 лет заведовала кафедрой; 7 лет была проректором института по науке. Заслуженный деятель науки РФ и БАССР, лауреат Государственной премии РФ. Награждена орденом Дружбы народов и медалью имени Н. П. Кравкова АМН СССР — «за выдающийся вклад в развитие фармакологической науки».
Дед по отцу, Георгий Александрович Плечёв, начинал работать каменщиком на ремонте домен и стал руководителем подразделения треста «Уралдомнаремонт» в г. Златоусте. Был отмечен государственными наградами, в том числе за разработку специального состава для горячего ремонта домен, что позволило ускорить процесс ремонта вчетверо. Бабушка — Ольга Павловна Гордеева, швея.
Дед и бабушка по маме — Наум Григорьевич Лазарев (ум. 1957), юрист и экономист, и Евгения Викторовна Елыкова, преподаватель русского языка и литературы. Семья некоторое время жила в различных городах на Урале, а с 1932 года обосновалась в Уфе.
Сестра Владимира Вячеславовича, Татьяна Вячеславовна Моругова (род. 1953), — эндокринолог, учёный и клиницист. Доктор медицинских наук, профессор, заведующий кафедрой эндокринологии БГМУ. Главный эндокринолог РБ, председатель Ассоциации эндокринологов РБ.

### Хроника профессиональной деятельности
- 1966: окончил среднюю школу № 91 г. Уфы с углубленным изучением английского языка;
- 1966—1972: учёба на лечебном факультете Башкирского государственного медицинского института, окончил вуз с отличием. Присвоена квалификация врача по специальности «лечебное дело»;
- 1972—1973: учёба в интернатуре кафедры госпитальной хирургии БГМИ по специальности «хирургические болезни»;
- 1973—1976: работа врачом-хирургом отделения общей и абдоминальной хирургии городской клинической больницы № 6 г. Уфы;
- 1974: защитил диссертацию на соискание учёной степени «кандидат медицинских наук». Тема: «Стимуляция некоторыми производными пиримидина поглотительной способности ретикуло-эндотелиальной системы при её различных функциональных состояниях»;
- 1974: был командирован в пос. Малояз Салаватского района БАССР, в больнице которого не осталось хирургов (а до этого оперировали три специалиста). Более полугода работал один, сделав около 150 только полостных операций;
- 1976—1986: ассистент кафедры госпитальной хирургии БГМИ;
- 1976—1981: прошёл многоэтапную специализацию по абдоминальной и сосудистой хирургии на кафедре факультетской хирургии им. C. И. Спасокукоцкого 2-го Московского государственного медицинского института им. Н. И. Пирогова (заведующий кафедрой — академик В. С. Савельев), на базе хирургического отделения 1-й градской больницы им. Н. И. Пирогова (Москва). С В. С. Савельевым в общей сложности проработал 2,5 года;
- с 1979: участвовал в формировании кадрового состава советских военных госпиталей в Афганистане по хирургии. Подготовил для службы в ДРА группу специалистов из Уфы;
- 1986—1991: доцент кафедры госпитальной хирургии БГМИ;
- 1990: защитил диссертацию на соискание учёной степени «доктор медицинских наук» (научный консультант — д. м. н., профессор Н. Г. Гатауллин). Тема: «Комплексные методы диагностики и хирургического лечения спаечной болезни брюшины»;
- 1992: утверждён в учёном звании «профессор» по кафедре госпитальной хирургии;[2]
- 1993: во время грузино-абхазской войны формировал кадровый состав военных госпиталей и лично в качестве специалиста по военно-полевой хирургии находился в командировке в Абхазии;
- с 1993 по настоящее время: заведующий кафедрой госпитальной хирургии Башкирского государственного медицинского института/университета;
- 1996: во время Первой чеченской войны в качестве специалиста по военно-полевой хирургии находился в командировке в Ингушетии и Чечне;
- с 1996 по настоящее время: руководитель Российского Федерального центра пластической абдоминальной хирургии (г. Уфа)[3] — единственного в России и в мире, где оказывается специализированная медицинская помощь больным этого профиля;[4]
- с 1999 по настоящее время: руководитель Республиканского (Башкирского) Центра сердечно-сосудистой хирургии;[5]
- 2000—2001: работал проректором БГМУ по лечебной работе;
- 2006: утверждён в учёном звании «профессор» по специальности «сердечно-сосудистая хирургия».[6]

## Учителя в науке. Их роль
Первым учителем в науке В. В. Плечев считает свою мать. Д. Н. Лазарева даже тезисы на студенческие научные конференции заставляла его переписывать по 8—10 раз. Вполне понятное недовольство молодого человека вскоре исчезло, поскольку Владимир сам чувствовал: с каждым разом получалось всё лучше и лучше. Затем Дина Наумовна стала давать сыну на проверку главы кандидатских и докторских диссертаций своих учениц и учеников. В. Плечев, который в это время был студентом 4-го — 6-го курса, вносил свои исправления карандашом, а мама-профессор хвалила и говорила: «Ну вот видишь! Потихонечку ты приближаешься к науке».

Профессора Н. Г. Гатауллин (справа) и В. В. Плечев (второй справа) с коллегами разбирают клинический случай. Около 2000 г.

Огромную роль в становлении В. В. Плечева — и как хирурга, и как учёного — сыграл заведующий кафедрой госпитальной хирургии БГМИ (1966—1993), доктор медицинских наук, профессор Н. Г. Гатауллин, который был научным руководителем кандидатской и научным консультантом докторской диссертации Владимира Вячеславовича.

«Наиль Гайнатович был для учеников образцом стиля хирургической работы. Все видели, насколько филигранно он оперировал — прежде всего, бережно относясь к тканям. Гатауллин, в частной своей жизни — блестящий живописец-любитель классической школы, за операционным столом не допускал ни единого резкого движения; он работал исключительно аккуратно и надёжно. И, при работе на разных органах, — с большим знанием дела».— Профессор В. В. Плечев.
Профессор Н. Г. Гатауллин был универсальным, «поливалентным» хирургом с широким профессиональным кругозором и чувством перспективы в клинической практике и в науке. Вместе они создали несколько специализированных центров — Гатауллин начал, Плечев продолжил — в разных отраслях хирургии. Это закономерный результат той подготовки, которую В. В. Плечев получил под руководством своего учителя.

Академик В. С. Савельев (второй слева) и профессор В. В. Плечев (третий слева) с коллегами в дни IX Всероссийского съезда хирургов. Волгоград, 2000 г.

Высшую школу «поливалентной» хирургии В. В. Плечев прошёл и в клинике академика В. С. Савельева. Там человек, претендующий на звание профессора, должен был практически оперировать на всех органах, и для этого существовала планомерная ротация кадров.

«У Савельева я один из немногих, кто ему не менее десяти раз ассистировал при самых разных операциях. Он великолепно оперировал — на первый взгляд, вроде, не суетясь, но всегда быстрее других. Медленно, спокойно…
Пусть даже какую-то операцию он 50 раз делал, 100 раз. То есть знание топографической анатомии безупречное, в любой области — а сегодня он оперировал желудок, завтра толстую кишку, послезавтра сердце. Но у него атлас всегда был на столе, и он ещё раз посмотрит. Второе, конечно, — быстрое и точное решение тактических вопросов во время операции: что конкретно этому больному поможет. Не так: давай-ка вот это сделаем! а ну-ка вот это попробуем! — такого у него не было. Он заранее всё это обсудит, план операции, со своими помощниками. И шёл на операцию, уже ясно понимая, что он этому больному будет делать конкретно, в зависимости от его сопутствующих заболеваний».— Профессор В. В. Плечев.
По всем специализациям В. В. Плечев и лекции слушал, и оперировал, и разнообразные новые методики потом привозил в Уфу, теснейшей связи с которой в годы московской специализации не терял.

## Клиническая, организаторская, научная и педагогическая деятельность
В. В. Плечев — врач высшей квалификационной категории по хирургии и сердечно-сосудистой хирургии. На протяжении многих лет был куратором по хирургической работе ряда районов Башкортостана (Бураевского, Дюртюлинского, Илишевского, Кармаскалинского, Миякинского). По программе санавиации десятки раз вылетал к наиболее тяжёлым больным, оказывая экстренную хирургическую помощь на местах. Лично консультирует свыше 2000 больных в год.
Область научных интересов профессора В. В. Плечева: реконструктивная и пластической абдоминальная хирургия, хирургическая инфекция, сердечно-сосудистая хирургия. Он постоянно ведёт разработку необходимых для практической медицины новых методов диагностики, лечения и лекарственных препаратов.
В 1990-е годы совместно со специалистами ведущих клиник г. Москвы В. В. Плечев с сотрудниками разработали новый, имплантационный способ антибиотикотерапии в хирургии, создав оригинальный шовный материал «Абактолат» с пролонгированным антибактериальным действием. Его внедрение в клиническую практику позволило существенно снизить количество гнойно-септических послеоперационных осложнений в хирургических клиниках.
По инициативе и при непосредственном участии В. В. Плечева совместно с иммунологами БГМУ и АН РБ был создан и внедрён в хирургию принципиально новый иммуностимулятор «Иммурег», обладающий, помимо стимулирующего иммунитет, антиоксидантным и репаративным, а также кардио- и гепатопротекторным действием.
Основными направлениями научно-исследовательской работы возглавляемой профессором В. В. Плечевым кафедры являются: диагностика и лечение врождённых и приобретённых пороков сердца; профилактика и реабилитация больных спаечной болезнью брюшины и послеоперационными вентральными грыжами; разработка и внедрение аллопластических операций в торакальной и абдоминальной хирургии; хирургическое лечение декомпенсированных форм колостаза; проблемы ангиохирургии; эндоваскулярная хирургия. Под его руководством на кафедре создана научная школа хирургов, одна из наиболее авторитетных в Российской Федерации, направления работы которой: «Экспериментально-клиническое обоснование креативных направлений в хирургии», «Разработка и внедрение новых технологий в диагностике, лечении и реабилитации больных сердечно-сосудистыми заболеваниями, заболеваниями грудной и брюшной полостей».

На переднем плане: профессор В. В. Плечев встречает в клинике БГМУ председателя Совета Федерации В. И. Матвиенко. В центре — профессор Н. Г. Гатауллин. 23 апреля 2013 г.

Будучи проректором, обосновал в Правительстве Республики Башкортостан и Минздраве России целесообразность создания на базе ГКБ № 6 г. Уфы многопрофильной клиники БГМУ. В клинике госпитальной хирургии БГМУ, ставшей основной базой обучения студентов по одноимённому учебному курсу, разработаны новые медицинские технологии, внедрённые в хирургическую практику отделений республики и ряда крупных учреждений здравоохранения других регионов: способ профилактики спаечной болезни брюшины «фартучная защита»; эксплантат для пластики больших дефектов передней брюшной стенки; сосудистые протезы ПААГ (протез антибактериальный атромбогенный гомогенный); кишечный жом для атравматических резекций трубчатых органов; способ обработки текстильных материалов для кардиохирургии; способ прогнозирования послеоперационного пареза кишечника; способ лечения остеомиелита трубчатых и губчатых костей; способ фиксации ребер при множественных переломах; способ диагностики стенозов кишечной трубки; способ определения тонуса толстой кишки; способ трансплантационной паховой герниопластики; способ наложения илеостомы; способ интубации кишечника; способ профилактики послеоперационного пареза дозированной электростимуляцией кишечника и др.
В руководимой В. В. Плечевым клинике госпитальной хирургии функционируют специализированные центры по оказанию лечебно-диагностической помощи населению РБ и РФ: Республиканский центр сердечно-сосудистой хирургии, Российский Федеральный центр пластической абдоминальной хирургии, Башкирский республиканский центр по лечению и реабилитации больных спаечной болезнью брюшины, Центр эндоваскулярной хирургии, Центр эстетической флебологии, Городской специализированный центр торакальной травмы.
Работа возглавляемых профессором В. В. Плечевым клинических подразделений ведётся на уровне современных мировых медицинских технологий, с обеспечением и высокого качества, и достаточной массовости оказываемой населению медицинской помощи. Так, по данным НЦССХ им. А. Н. Бакулева, в 2014 году уфимский Республиканский кардиологический диспансер провёл: коронарное шунтирование — 1078 больным (9-е место среди всех клиник России), транслюминальную коронарную ангиопластику — 1498 больным (13-е место), коррекцию пороков клапанов сердца — 302 по протезированию и 124 по реконструкции (8-е), имплантацию электрокардиостимуляторов — 837 (9-е), операции с искусственным кровообращением — 1634 (8-е). При этом целый ряд наиболее технически сложных операций В. В. Плечев, впервые в Республике Башкортостан, выполнил лично. Среди них — аортокоронароное шунтирование, пластика сонных артерий, протезирование восходящего отдела аорты, артериовенозное переключение кровотока при гангрене нижней конечности и др.
За годы научно-педагогической деятельности профессором В. В. Плечевым подготовлены 22 доктора медицинских наук и 54 кандидата наук. В числе его учеников — доктора наук и профессора А. М. Авзалетдинов, Р. И. Ижбульдин, В. Ш. Ишметов, П. Г. Корнилаев, Р. З. Латыпов, В. А. Сурков, Р. Г. Фатихов, Р. Р. Шавалеев, В. М. Юнусов.
В. В. Плечев — член Президиумов Ассоциации ангиологов и сердечно-сосудистых хирургов Российской Федерации и Ассоциации хирургов Республики Башкортостан. Главный кардио-ангиохирург РБ. Член диссертационного совета Башкирского государственного медицинского университета и проблемной комиссии БГМУ по хирургии. Резидент Инновационного центра «Сколково». С 2016 г. — научный руководитель проекта ИЦ «Сколково» по разработке хирургических шовных материалов.

## Наиболее известные научные работы
Профессор В. В. Плечев — автор 55 монографий (в т. ч. в соавторстве), обладатель 144 патентов РФ на изобретения, им опубликовано свыше 1080 статей и тезисов. Дополнительной характеристикой его научного вклада является то, что предисловия к ряду его монографий написаны такими крупнейшими деятелями отечественной хирургии, как член Президиума РАМН академик В. С. Савельев, президент Российского общества ангиологов и сосудистых хирургов академик А. В. Покровский, главный внештатный хирург Минздрава РФ, директор Института хирургии им. А. В. Вишневского академик В. А. Кубышкин. Среди наиболее известных трудов В. В. Плечева:

### Монографии, учебники, учебные пособия[8]
1. Пиримидины и их применение в медицине. Уфа, 1993. Общий объём / лично (стр.): 159/50. Соавторы: Лазарева Д. Н., Камилов Ф. Х.
2. Заболевания червеобразного отростка. Уфа, 1995. Общий объём / лично (стр.): 60/30. Тимербулатов В. М., Хасанов А. Г.
3. Избранные лекции по клинической хирургии. Уфа, 1996. 178/90. Тимербулатов В. М.
4. Взаимодействие антибиотиков между собой и с другими лекарственными препаратами. Уфа, 1997. 67/33. Лазарева Д. Н.
5. Интраоперационная профилактика раневых гнойно-воспалительных осложнений. Уфа, 1997. 77/19. Тимербулатов В. М., Корнилаев П. Г., Муртазин З. Я.
6. Гестозы беременных (современные критерии оценки степени тяжести и акушерская тактика). Уфа, 1997. 153/51. Хамадьянов У. Р., Кульмухаметов Н.
7. Актуальные проблемы антибиотикотерапии. Уфа, 1997. 188/94. Лазарева Д. Н.
8. Хронические дисфункции толстой кишки. Уфа, 1998. 184/61. Латыпов Р. З., Тимербулатов В. М.
9. Неотложные состояния в гинекологии. Уфа, 1998. 98/30. Хамадьянов У. Р., Кульмухаметов Н. Г.
10. Влияние лекарственных средств на углеводный и липидный обмен. Уфа, 1999. 125/30. Моругова Т. В., Лазарева Д. Н., Салахов Р. А.
11. Лекарственные растения, используемые при лечении сахарного диабета. Уфа, 1999. 123/30. Моругова Т. В., Кучеров Е. В., Шагарова С. В.
12. Толстокишечная непроходимость (диагностика, лечение, реабилитация). Уфа, 1999. 168/56. Латыпов Р. З., Тимербулатов В. М.
13. Спаечная болезнь брюшины. Уфа, 1999. 350/120. Тимербулатов В. М., Латыпов Р. З.
14. Хирургическое лечение больных послеоперационными вентральными грыжами. Уфа, 2000. 150/50. П. Г. Корнилаев, Р. Р. Шавалеев.
15. Лекарственная аллергия. Уфа, 2000. 103 с. Д. Н. Лазарева, Е. К. Алехин, Т. В. Моругова, М. А. Альмухаметов.
16. Послеоперационные ятрогенные инородные тела. Уфа, 2000. 206 с. А. Ф. Власов, Н. Г. Гатауллин.
17. Фармакология в Башкирском государственном медицинском университете. Уфа, 2001. 111/25. Д. Н. Лазарева, Д. Б. Насыров, Е. К. Алехин.
18. Лимфаденопатии. Уфа, 2001. 264/40. В. Н. Никуличева, Г. С. Сафуянова, Г. И. Козинец.
19. Очерки сердечно-сосудистой хирургии. Уфа, 2002. 295/148. Р. П. Козленко.
20. Кишечная инвагинация у детей. Тольятти, 2002. 114/32. А. Н. Изосимов, В. П. Поляков.
21. Беременность и роды при сердечно-сосудистых заболеваниях. Уфа, 2002. 272/136. У. Р. Хамадьянов.
22. Влияние лекарственных средств на процессы свободно-радикального окисления (справочник). Уфа, 2002. 287/42. Е. К. Алехин, А. Ш. Богданова, Р. Р. Фархутдинов.
23. Маммопластика при нарушениях объёма и формы молочной железы. Уфа, 2002. 175/44. В. М. Тимербулатов, О. С. Попов, О. В. Попова.
24. Профилактика гнойно-септических осложнений в хирургии. Москва, 2000. 319 с. 319/65. Е. Н. Мурысева, В. М. Тимербулатов, Д. Н. Лазарева.
25. Профилактика и лечение бронхиальных свищей при нагноительных заболеваниях легких. Уфа, 2003. 119 с. 119/30. А. М. Авзалетдинов, Р. Г. Фатихов, Н. Г. Гатауллин.
26. Грудная хирургия. Проблемы. Решения. Уфа, 2003. 239 с. 239/40. Р. Г. Фатихов, Е. Н. Мурысева, А. М. Авзалетдинов, С. Б. Лапиров, Е. В. Евдокимов, Г. Ю. Марфина.
27. Фитотерапия сахарного диабета. Уфа, 2003. 119/30. Д. Н. Лазарева, Л. И. Самигуллина, Т. В. Моругова.
28. Профилактика осложнений в хирургии пороков митрального клапана. Уфа, 2003. 168/35. В. А. Сурков, А. А. Евсюков, Р. П. Козленко.
29. Фитотерапия заболеваний сердечно-сосудистой системы. Уфа, 2003. 127/30. Д. Н. Лазарева, Л. И. Самигуллина, Т. В. Моругова.
30. Острая спаечная кишечная непроходимость (проблемы, решения). Уфа, 2004. 280/60. С. А. Пашков, Р. З. Латыпов, А. А. Гумеров, А. Н. Изосимов.
31. Иммурег. Уфа, 2004. 104/30. Д. Н. Лазарева, Е. К. Алехин, В. М. Тимербулатов, Д. В. Плечева.
32. Коарктация аорты. Уфа-Новосибирск, 2005. 256/85. И. И. Семенов, А. М. Караськов.
33. Растения, стимулирующие иммунитет. Уфа, 2005. 96/20. Д. Н. Лазарева, Т. В. Моругова, Л. И. Самигуллина.
34. Эхинококкоз печени. Уфа, 2006. 104/25. М. А. Найтарлаков и соавт.
35. Эстетическая хирургия при грыжах и нарушениях формы живота. Уфа, 2006. 126/18. В. М. Тимербулатов, О. С. Попов, В. О. Сорокина, О. В. Попова, А. А. Ширяев, Г. Г. Попов.
36. Избранные главы госпитальной хирургии (новые технологии). Уфа, 2007. 527/42. В. М. Тимербулатов, А. М. Авзалетдинов, А. А. Бакиров, О. В. Галимов, В. С. Бузаев и др.
37. Современные методы рассечения и коагуляции тканей в хирургии органов брюшной полости. Москва, 2007. 175/35. В. М. Тимербулатов, А. Г. Хасанов, Р. Р. Фаязов, Р. Р. Ахмеров.
38. Нестандартные операции в абдоминальной онкологии. Москва, 2007. 288/96. Ш. Х. Ганцев, К. Ш. Ганцев.
39. Лучевая диагностика абсцессов легких. Уфа, 2007. 124/31. Р. М. Гарипов, М. З. Мирзагулова, Ф. Ф. Муфазалов.
40. Спаечная болезнь брюшины. 80 лекций по хирургии. Под общей редакцией В. С. Савельева. Москва, 2008. С. 456—467. В. В. Тимербулатов, П. Г. Корнилаев.
41. Профилактика осложнений в реконструктивной хирургии желудочно-кишечного тракта. Уфа-Москва, 2008. 256/100. Тимербулатов В. М., Шилов С. Л., Гельфанд Б. Р., Плечева Д. В.
42. Профилактика осложнений в хирургии сонных артерий. Уфа, 2009. 224/50. Тимербулатов В. М., Ижбульдин Р. М., Карамова И. М., Юнусов В. М., Нагаев И. А., Плечева Д. В., Олейник Б. А., Абдуллаев М. А.
43. Диагностика и хирургическое лечение хронических окклюзионных заболеваний сонных артерий. Уфа, 2011. 356/100. Тимербулатов В. М., Чуйкин С. В., Ижбульдин Р. И., Плечева Д. В.
44. Миниинвазивные технологии в лечении миомы матки у женщин репродуктивного возраста. Уфа, 2011. 104/20. Гарипов Р. М., Ишметов В. Ш., Сахаутдинова И. В., Кулавский В. А., Хамадьянов У. Р., Галимов О. В. и др.
45. Диагностика и профилактика при атеросклеротических стенозах сонных артерий. Уфа, 2011. 400/100. Чуйкин С. В., Ижбульдин Р. И., Макушева Н. В., Плечева Д. В.
46. Периоперационная реабилитация больных осложненными формами ишемической болезни сердца. Уфа, 2012. Ижбульдин Р. И., Николаева И. Е., Олейник Б. А., Плечева Д. В. и др.
47. Толстокишечный стаз у больных с висцероптозом (патогенез, диагностика, хирургическая тактика). Уфа, 2012. Латыпов Р. З., Плечев В. В., Фатихов Р. Г., Титов А. Р., Чабин А. В.
48. Химиоэмболизация печеночных артерий в лечении злокачественных новообразований печени. Уфа, 2013. 130/30. Шарабрин Е. Г., Муфазалов Ф. Ф., Шестаков А. А., Ишметов В. Ш., Логинов М. О. и др.
49. Ревматические пороки сердца в стадии декомпенсации. Москва, Медицинская книга, 2014. 10 п. л. 1000 экз. Мустафин Т. И., Двинских А. В.
50. Сосудистая хирургия (Глава 13. Хроническая сосудисто-мозговая недостаточность с точки зрения хирурга). Москва, ГОЭТАР-Медиа, 2014. 24 п. л. 2000 экз. Казанчян П. О. Под ред. Савельева В. С.
51. Анатомо-рентгенологический атлас осложнённого висцероптоза. Уфа, 2014. 6 п. л. 500 экз. Латыпов Р. З., Фатихов Р. Г., Муфазалов Ф. Ф., Титов А. Р., Чабин А. В. и др.
52. Новое в патогенезе и профилактике спаечной болезни брюшины. Уфа, 2014. 16 п. л. 500 экз. Латыпов Р. З., Тимербулатов В. М., Суфияров И. Ф.
53. Инвагинация кишечника у детей. LAP LAMBERT, Saarbrucken, 2015. 7,4 п. л. 1000 экз. Изосимов А.
54. Хирургия спаечной болезни брюшины (руководство). Уфа, 2015. 46,75 п. л. 1000 экз. Латыпов Р. З., Тимербулатов Т. М.
55. Возможности создания биологических пейсмекеров. Уфа, ООО «Феникс», 2015. 7,25 п. л. 1000 экз. Загидуллин Н. Ш., Сагитов И. Ш., Бадыков М. Р., Загидуллин Ш. З.

## Признание
- 1999: Заслуженный деятель науки Российской Федерации;[9]
- 2010: Заслуженный врач Российской Федерации;[10]
- 1995: Заслуженный врач Республики Башкортостан;
- 2007: Отличник здравоохранения Республики Башкортостан;
- 2004: Премия РАМН им. А. Н. Бакулева — за монографию «Спаечная болезнь брюшины»;
- 2005: Золотая медаль им. академика РАМН В. И. Бураковского — за вклад в развитие сердечно-сосудистой хирургии в РБ;
- 2013: Государственная премия Республики Башкортостан в области науки и техники — за работу «Разработка и внедрение методов диагностики, лечения и профилактики спаечной болезни брюшины в Республике Башкортостан (50-летний опыт)»;[11]
- 2009: Член-корреспондент Академии наук Республики Башкортостан (по Отделению медицинских наук);
- 1998, 2003: «Золотой скальпель» Ассоциации хирургов РБ — за лучшую операцию года в республике (за аортокоронарное шунтирование и за протезирование восходящей аорты соответственно);
- 2013: «Человек года» в сфере здравоохранения по версии газеты «Республика Башкортостан» — за комплекс мероприятий по снижению гнойно-септических осложнений в хирургии.

Профессор В. В. Плечев — полковник медицинской службы, он отмечен пятью воинскими наградами.

## Семья, досуг
В. В. Плечев женат. Его жена, Елена Владимировна Елова, — кандидат фармацевтических наук, автор 10 патентов. Заканчивает работу над докторской диссертацией по проблеме технологии лекарственных форм.
У Владимира Вячеславовича трое детей. Старшая дочь, Дина Владимировна Плечева (род. 1980), — хирург. Руководитель Центра эстетической флебологии — филиала Национального медико-хирургического Центра имени Н. И. Пирогова, возглавляемого академиком Ю. Л. Шевченко. Кандидат медицинских наук, доцент. Заканчивает работу над докторской диссертацией по проблеме управляемой регенерации в хирургии.
В 2000 году у Владимира Вячеславовича родились двойняшки — сын Вячеслав и дочь Владислава. Сейчас они — старшеклассники, отлично учатся и активно занимаются спортом. Слава увлекается восточными единоборствами (основная специализация — карате кёкусинкай), он чемпион России и трёхкратный обладатель Кубка мира в своей возрастной категории. В возрасте 15 лет сдал экзамены и получил чёрный пояс и 1-й дан. Влада тоже занималась карате, но потом увлеклась эстрадными танцами. Дети с отличием окончили музыкальную школу по классу фортепиано и заочно продолжают обучение в музыкальном училище.
В 2018 году поступили в башкирский медицинский университет, обучаются по сей день в 1 группе, преуспевают во многих сферах и развиваются как самостоятельные личности

В. В. Плечев после охоты. Около 1980 г.

В юности Владимир Плечев занимался лыжным спортом, побеждал в чемпионате БАССР среди школьников; в 9-м классе выполнил I спортивный разряд. В институте стал заниматься гимнастикой и получил II разряд по гимнастическому многоборью. Затем окончательно переключился на самбо; тренировался у одного из первых в республике мастеров по этому виду борьбы — Владимира Артамоновича Нестерова, и сам выполнил норматив мастера спорта. Профессор В. В. Плечев — заядлый охотник и рыбак. В домашней обстановке свободное время нередко посвящает импровизациям на фортепиано и саксофоне.